# Adix
 (novembre 2018).
Adix est une goélette à trois mâts, voilier de croisière et de course dont le port d'attache actuel est Saint-Pierre-Port, île de Guernesey.

## Histoire
Construit au chantier naval Astilleros de Mallorca à Palma aux Îles Baléares, sur un plan du designer sud-africain Arthur Holgate, le voilier a été lancé en 1984 sous le nom de Jessica pour son premier propriétaire Carlos Perdomo, homme d'affaires argentin. Ce voilier de luxe, alors goélette à trois mâts et à deux huniers, accueillait 8 passagers avec 14 hommes d'équipage.
Racheté en 1988 par Alan Bond, homme d'affaires australien ayant financé le challenger australien Australia pour la Coupe de l'America en 1977 et 1980 et Australia II en 1983 qui remporta le trophée. Il fut rebaptisé "Schooner ....". Ruiné par la crise financière, il revendit le voilier à un espagnol qui le renomma Adix en 1989.
Le yacht a été emmené au chantier Pennedis Shipyard à Falmouth en Cornouailles en 1990 pour subir un reliftage sous la direction de l'architecte naval néerlandais Gerard Dijkstra. Il a subi un programme complet de réaménagement et pris son gréement actuel de goélette à trois mâts. Il a aussi subi diverses restaurations en 2001 et 2009. En 2014, il a subi un programme complet de réaménagement de huit mois, l'installation de nouveaux générateurs et du moteur principal.  
En 2011 il a participé aux régates de Cannes et de Saint-Tropez. Adix est revenue à Falmouth en avril 2014 pour participer à la quatrième édition de la Coupe Pendennis.
Ce yacht privé, à coque acier et gréement aluminium, navigue des Caraïbes à la Méditerranée et peut accueillir 10 passagers.

### Note et référence
1. ↑  (en-GB) « Arthur Holgate », sur Classic Yacht Info (consulté le 20 mai 2020)
2. ↑  Pennedis Shipyard
3. ↑  Dykstra naval architects